# Banc Jubilee
Le banc Jubilee (en anglais Jubilee Bank ou Jubilee Seamount, en vietnamien Bãi ngầm Mỹ Hải,, en mandarin Zhūyìng tān (en sinogrammes 朱应滩)),, est un récif coralllien immergé au sud-ouest des îles Spratleys en mer de Chine méridionale,.

## Toponymie
En 1983, le Comité chinois des noms géographiques a annoncé son nom standard Zhūyìng tān en hommage au voyageur Zhu Ying durant la période des Trois Royaumes. En 243 apr. J.-C., le gouverneur du Jiangnan, Lü Dai (en), envoya Zhu Ying et Kang Tai visiter les pays de la mer de Chine méridionale et écrivit « Récits des choses étranges du Fou-nan ». La littérature internationale utilise le nom Jubilee Bank.

## Géographie
Le banc Jubilee est situé au sud-ouest de la mer de Chine méridionale, à 256 milles marins au sud-est du Viêt Nam continental.
Il est situé à 15 milles marins au sud-ouest du récif Ladd,.

## Géologie et topographie
Le banc Jubilee est un groupe de récifs immergés dispersés avec des bancs de corail à environ 278 mètres de profondeur.

## Revendications

### Contenu des revendications
Le banc Jubilee est un sujet de litige entre le Viêt Nam, la Chine et Taïwan. On ignore quel pays contrôle réellement ce banc.

### Droit public international
- Contrairement aux îles, les entités submergées ne peuvent pas revendiquer individuellement leur souveraineté, à moins qu'il ne puisse être prouvé qu'elles se trouvent dans les eaux historiques ou dans la zone économique exclusive de l'île.
- Le plateau continental ne fait pas partie du territoire national, en d'autres termes, les États côtiers n'ont pas de souveraineté sur le plateau continental. Selon l'article 77 de la Convention des Nations unies sur le droit de la mer (CNUDM) de 1982, les États côtiers n'exercent des droits souverains qu'en termes d'exploration et d'exploitation de leurs ressources naturelles. L'exercice de droits souverains par un État côtier ne doit pas causer de dommages à la navigation ou à d'autres droits et libertés d'autres États reconnus par la CNUDM. Selon l'article 79 de la CNUDM 1982, d'autres pays ont le droit d'installer des câbles et des pipelines sous-marins sur le plateau continental mais nécessitent l'accord de l'État côtier.